# Kulisse und Kulissenstein
Kulisse und Kulissenstein bilden zusammen ein technisches Schiebegelenk. Im Unterschied zum geraden Schiebegelenk ist die Schiebebahn (die Kulisse) gekrümmt. Der in der meistens kreisförmigen Kulisse gleitende Kulissenstein führt eine Drehung um einen endlich entfernten fiktiven Punkt aus, während der Drehpunkt eines gerade bewegten Gleitsteins im Unendlichen liegt. 
Dieses aus Kulisse und Kulissenstein gebildete Maschinenelement ist von den bei Dampfmaschinen angewendeten Steuerungen bekannt. Es ist dort namengebend, nicht deshalb, weil es ohne es nicht ginge, sondern weil mit ihm eine besonders elegante Konstruktion entstand. Die Alternative wären zwei physisch um einen Punkt drehende, aber ziemlich große Bauteile (Getriebestangen) gewesen.
Eine jüngere Anwendung diese Maschinenelementes befindet sich in sogenannten Kraftschneidern.
In der Getriebetechnik ist dieses Element ein Beispiel für Elementenerweiterung.
Namengebend sind Bahnen zum Verschieben von Bühnen-Kulissen.

Kulissensteuerung: Kulisse K und Kulissenstein KS haben ihren momentanen gemeinsamen Drehpunkt oben links außerhalb der beiden Exzenter E und E1
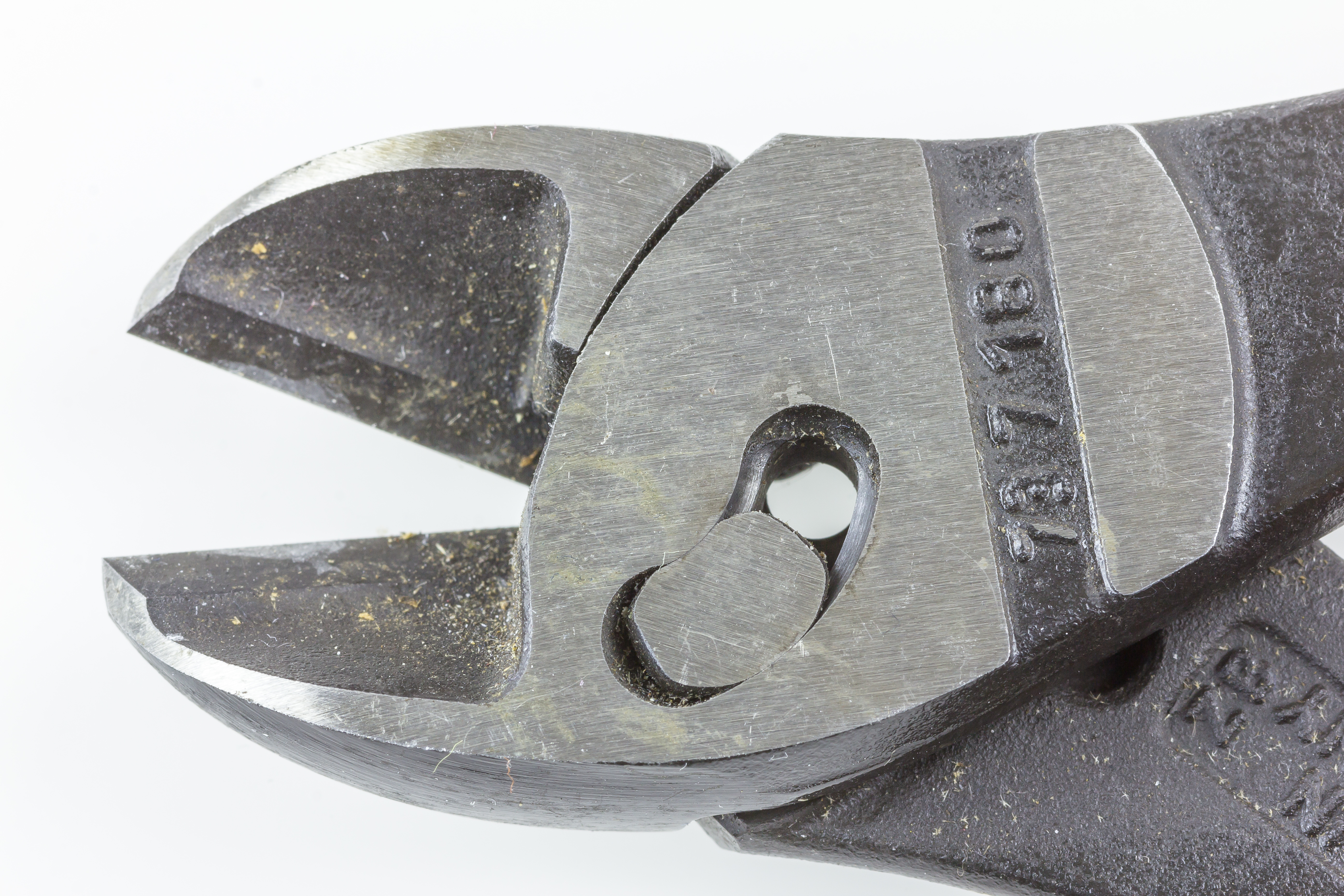
Kraftseitenschneider: Der gemeinsame Drehpunkt der beiden Zangenhebel befindet sich nahe der inneren Enden der beiden Schneiden
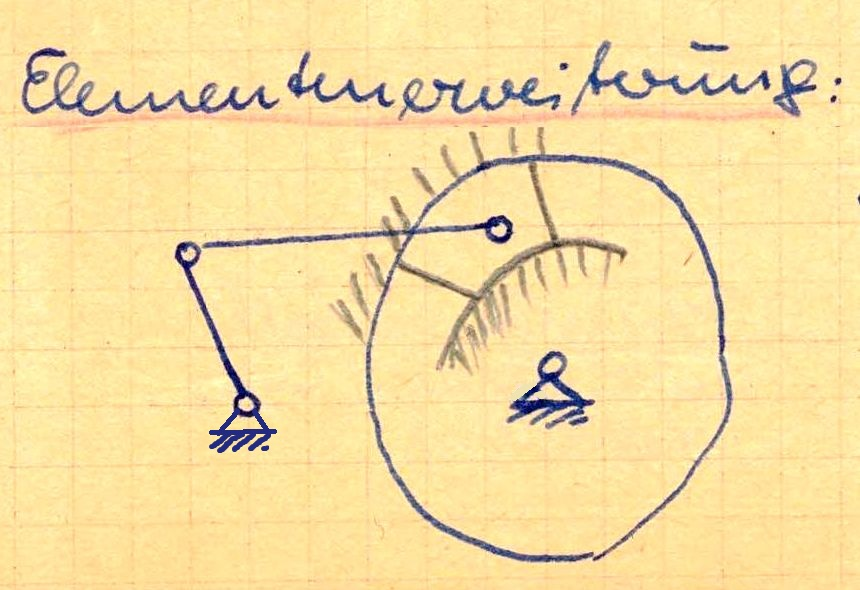
Anstatt des materiellen Drehpunktes rechts unten und der Scheibe (oder Stab) als Getriebeglied genügen ein Stück Kreisbahn und ein darin gleitender Kulissenstein.